# Daniel Goleman
Daniel Goleman és un psicòleg nord-americà, nascut a Stockton, Califòrnia, el 7 de març del 1947.
Va adquirir fama mundial a partir de la publicació del seu llibre Intel·ligència emocional el 1995. Goleman, posteriorment, també va escriure Intel·ligència Social, la segona part del llibre mencionat anteriorment.
Va treballar com a redactor de la secció de ciències de la conducta i del cervell de The New York Times. Ha estat editor de la revista Psychology Today i professor de psicologia en la Universitat Harvard, universitat en la qual es va doctorar.
Goleman va ser cofundador de la Collaborative for Academic, Social and Emotional Learning al centre d'estudis infantils de la Universitat Yale (posteriorment a la Universitat d'Illinois, a Chicago), la missió de la qual és d'ajudar les escoles a introduir cursos d'educació emocional.
Editat per primera vegada el 1995, Intel·ligència Emocional es va mantenir durant un any i mig a la llista dels llibres més venuts de The New York Times. Fins al 2018 al voltant de 5.000.000 d'exemplars havien estat venuts en quaranta idiomes, essent best seller a molts països.
Algunes de les seves obres han estat traduïdes al català, com Emotional Intelligence: Why It Can Matter More Than IQ, Focus: The Hidden Driver of Excellence i A Force for Good: The Dalai Lama's Vision for Our World.

## Obres
- Ecological Intelligence: How Knowing the Hidden Impacts of What We Buy Can Change Everything (2009) Broadway Business. ISBN 0-385-52782-9, ISBN 978-0-385-52782-8 (Trad.: Intel·ligència ecològica).
- Social Intelligence: The New Science of Social Relationships (2006) Bantam Books. ISBN 978-0-553-80352-5 (Trad.: Intel·ligència social).
- Destructive Emotions: A Scientific Dialogue with the Dalai Lama (2003) Bantam Books. ISBN 978-0-553-38105-4
- Primal Leadership: The Hidden Driver of Great Performance (2001) Co-authors: Boyatzis, Richard; McKee, Annie. Harvard Business School Press. ISBN 978-1-57851-486-1
- The Emotionally Intelligent Workplace (2001) Jossey-Bass. ISBN 978-0-7879-5690-5
- Harvard Business Review on What Makes a Leader? (1998) Co-authors: Michael MacCoby, Thomas Davenport, John C. Beck, Dan Clampa, Michael Watkins. Harvard Business School Press. ISBN 978-1-57851-637-7
- Working with Emotional Intelligence (1998) Bantam Books. ISBN 978-0-553-37858-0
- Healing Emotions: Conversations with the Dalai Lama on Mindfulness, Emotions, and Health (1997) Shambhala. ISBN 978-1-59030-010-7
- Emotional Intelligence: Why It Can Matter More Than IQ (1995) Bantam Books. ISBN 978-0-553-38371-3 (Trad.: Intel·ligència emocional. ISBN 84-7245-371-5).
- Vital Lies, Simple Truths: The Psychology of Self Deception (1985) Bloomsbury Publishing. ISBN 978-0-7475-3413-6
- The Varieties of the Meditative Experience (1977) Irvington Publishers. ISBN 0-470-99191-7. Later republished as The Meditative Mind: The Varieties of Meditative Experience (1988) Tarcher. ISBN 978-0-87477-833-5.
- "The Brain and Emotional Intelligence: New Insights" (2011) More Than Sound. ISBN 978-1-93444-115-2
- "Leadership: The Power of Emotional Intelligence - Selected Writings" (2011) More Than Sound. ISBN 978-193444-117-6
- Focus: The Hidden Driver of Excellence, Harper (2013) ISBN 0062114867